# Dolga koželjnična iztezalka
Dolga koželjnična iztezalka (latinsko musculus extensor carpi radialis longus) je ena izmed petih glavnih mišic, ki iztezajo zapestje. Izvira iz lateralnega in medialnega epikodnila nadlahtnice, ter se narašča na dorzalno površino druge metakarpalne kosti prstnic rok.
Funkcija mišice je dorzalna fleksija in radialna abdukcija v zapestnem sklepu. Mišica pri pokrčenem komolčnem sklepu sodeluje pri pronaciji podlakti, pri iztegnjenem komolčnem sklepu pa pri supinaciji podlakti.
Oživčuje jo živec radialis (C6 in C7).